# Matt Spicer
Pour les articles homonymes, voir Spicer.
Matt Spicer, né le 10 juin 1984 à Hatboro  (Pennsylvanie), est un réalisateur, scénariste et producteur américain.

## Filmographie
Sauf indication contraire, les informations mentionnées dans cette section peuvent être confirmées par la base de données cinématographiques IMDb,  présente dans la section « Liens externes ».

### Comme réalisateur
- 2012 : It's Not You It's Me (court métrage)
- 2012 : Lipstick (court métrage)
- 2013 : Missed Connections (court métrage)
- 2016 : That's What She Said (court métrage)
- 2017 : Instalife (Ingrid Goes West)
- prochainement : I Heart Murder[1]